# DJ Marky

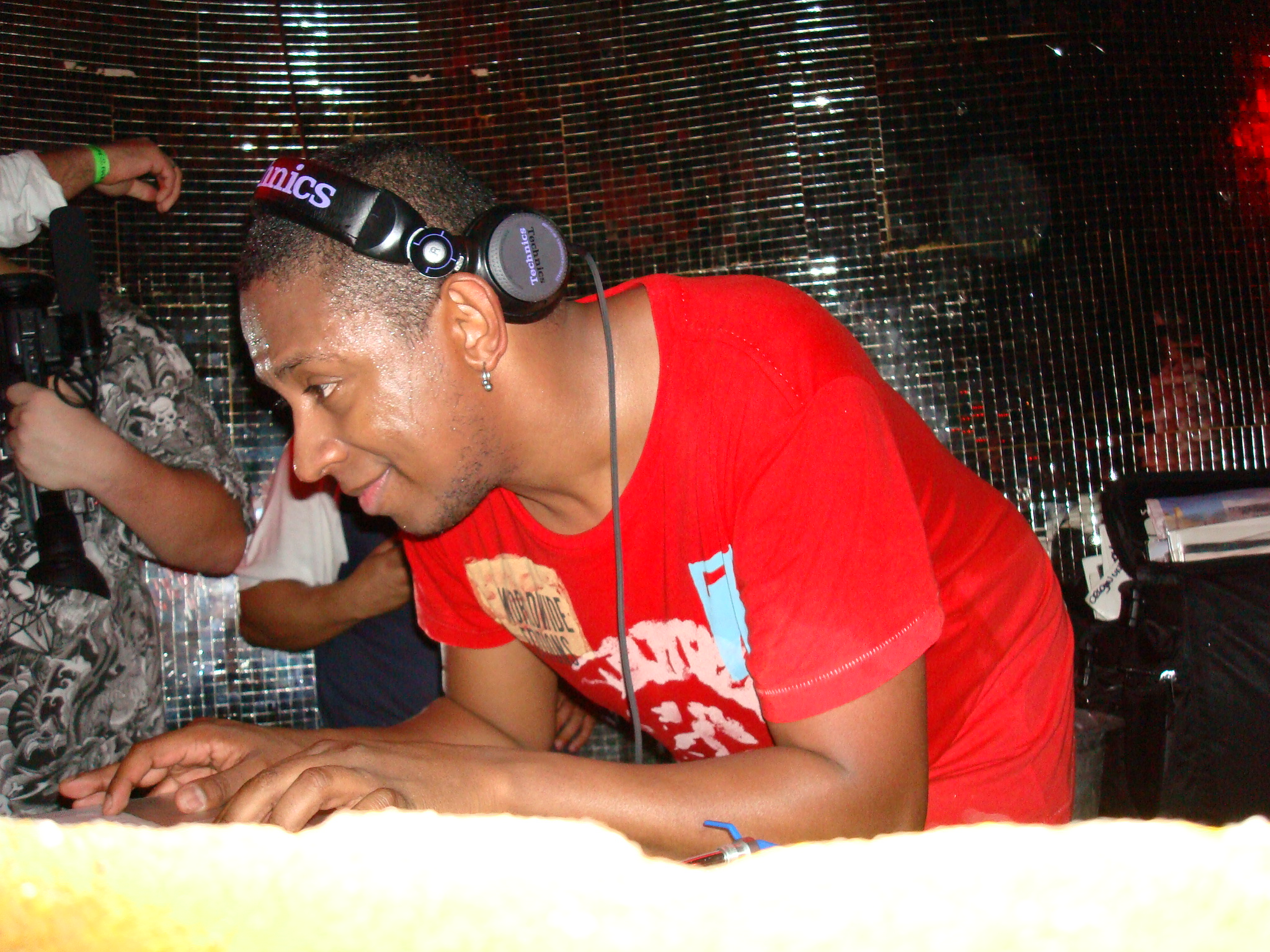
DJ Marky (2008)

DJ Marky (eigentlich: Marco Antonio da Silva; * 14. Juni 1973 in São Paulo) ist ein Drum-and-Bass-DJ und Musikproduzent aus Brasilien.
DJ Marky brachte zu Beginn der 90er-Jahre als einer der ersten DJs den Jungle- und Breakbeat-Sound von Großbritannien in die Clubs seines Heimatlandes. Als Drum and Bass 1994 und 1995 in Brasilien populär wurde, wurde DJ Marky zu einem der führenden DJs dieser Szene. Er gab seinen Verkäuferjob im Plattenladen "Up Dance Records" auf und wurde Resident-DJ im Toca Club, der jedes Wochenende von über 5.000 Gästen besucht wurde. Gleichzeitig trat er in verschiedenen Radioshows auf. 1995 und 1996 wurde DJ Marky als Brasiliens "DJ des Jahres" ausgezeichnet.
Im Jahr 2000 hatte er eine eigene Radioshow auf BBC Radio 1 in Großbritannien und wurde nominiert für den Titel als Bester DJ an den Ericsson Muzik Awards und schaffte es 2001 in die Top-10-DJ-Liste des Ministry Magazine (neben Leuten wie Danny Tenaglia, Timo Maas und Paul Oakenfold). Ebenfalls 2001 gewann er den Titel "Bester internationaler DJ" bei den "Knowledge Magazine Awards" in London. Parallel dazu veröffentlichte er in Brasilien eine Compilation mit dem Titel "Audio Architecture", die sich bereits im ersten Monat über 25.000 mal verkaufte. DJ Marky erhielt seine eigene Show auf MTV Brasilien.
Im Jahr 2002 begann DJ Marky mit eigenen musikalischen Produktionen. Die Single "LK", die in Zusammenarbeit mit Stamina MC entstand, schaffte es auf Anhieb in die britischen Single-Charts.
2003 folgten Remixe für Us3, Bebel Gilberto und Everything But The Girl und eine Zusammenarbeit mit dem Brasilianischen Musiker und Kulturminister Gilberto Gil.
Sein Song "No Time 2 Love" findet sich im Videospiel FIFA Street 2 wieder.